# Kaple Panny Marie (Dalešice)
Obecní kaple Panny Marie v Dalešicích je čtyřboká sakrální stavba se zvonicí. Od roku 1967 je kaple chráněna jako kulturní památka.

## Historie
Jedná se o pozdně empírovou stavbu z roku 1830, považovanou někdy jen za pouhou zvonici, nicméně liturgicky se jedná o kapli. Ozdobena byla v roce 1831 nebo 1851. V roce 1911 byla opravena. Ještě kolem roku 1971 byl nad vchodem (mezi překladem a římsou) nápis:
Ku cti a chwale Božj
na podekowani za ochraneni od
Morowe Rany ktera w roku 1830 tak
nazwana Kolerou zuřila a zdegsí
obec ochraněna byla, jest tato
Kaple od Sausedstwa w roku 1851 ozdobena

## Popis
Kaple je zděná, čtyřboká, se stanovou stříškou a čtyřbokou věžičkou. Uvnitř je zdobená malbami Nejsvětější Trojice, sv. Jana Nepomuckého, sv. Josefa, sv. Martina, sv. Václava, sv. Vojtěcha, sv. Barbory, sv. Kateřiny, sv. Františka, sv. Antonína, sv. Terezie a dalších neidentifikovatelných postav, které pocházejí z poloviny 19. století. Exteriér byl původně zdoben kvádříkovou rustikou.

## Galerie

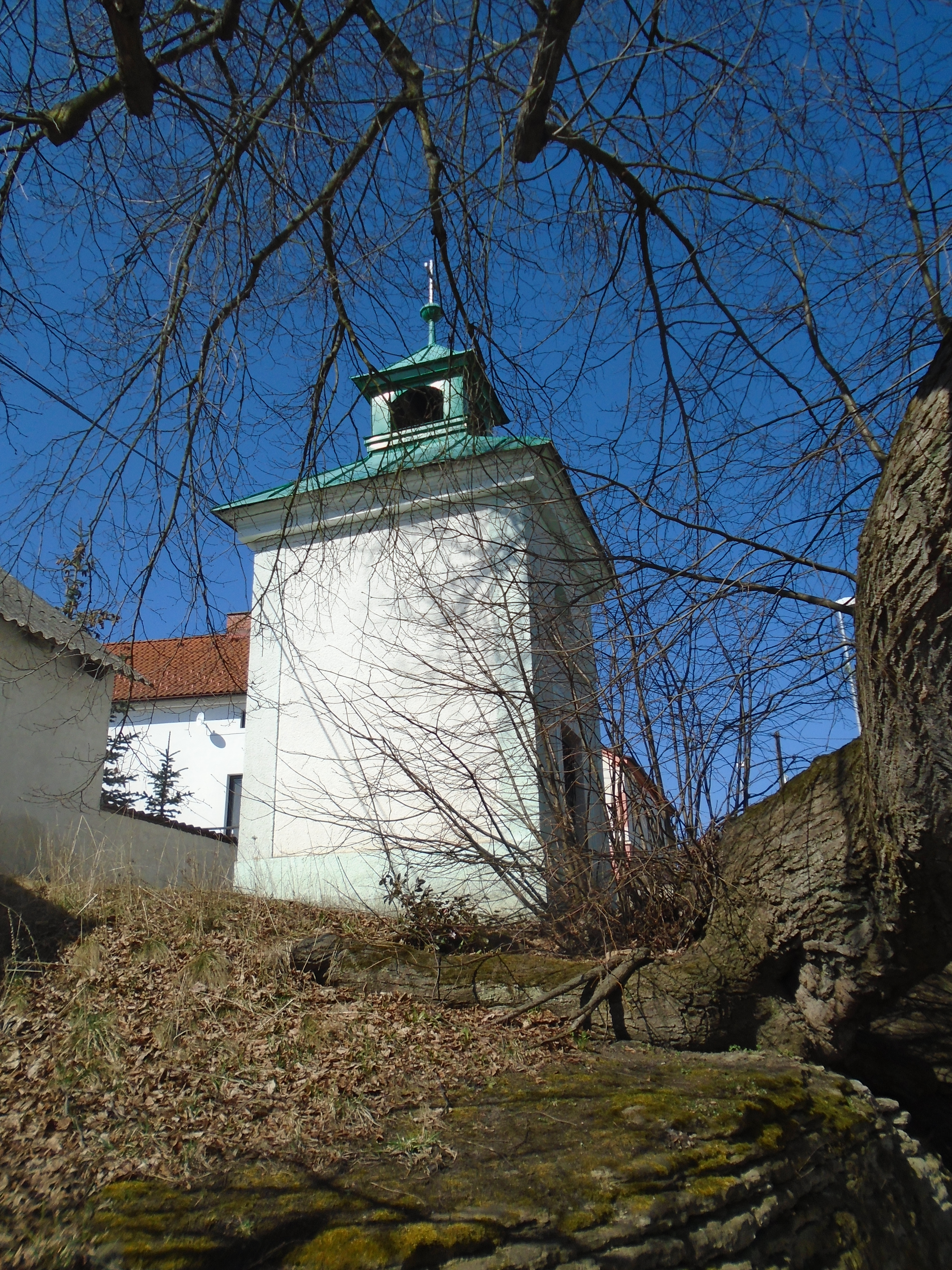
Boční pohled
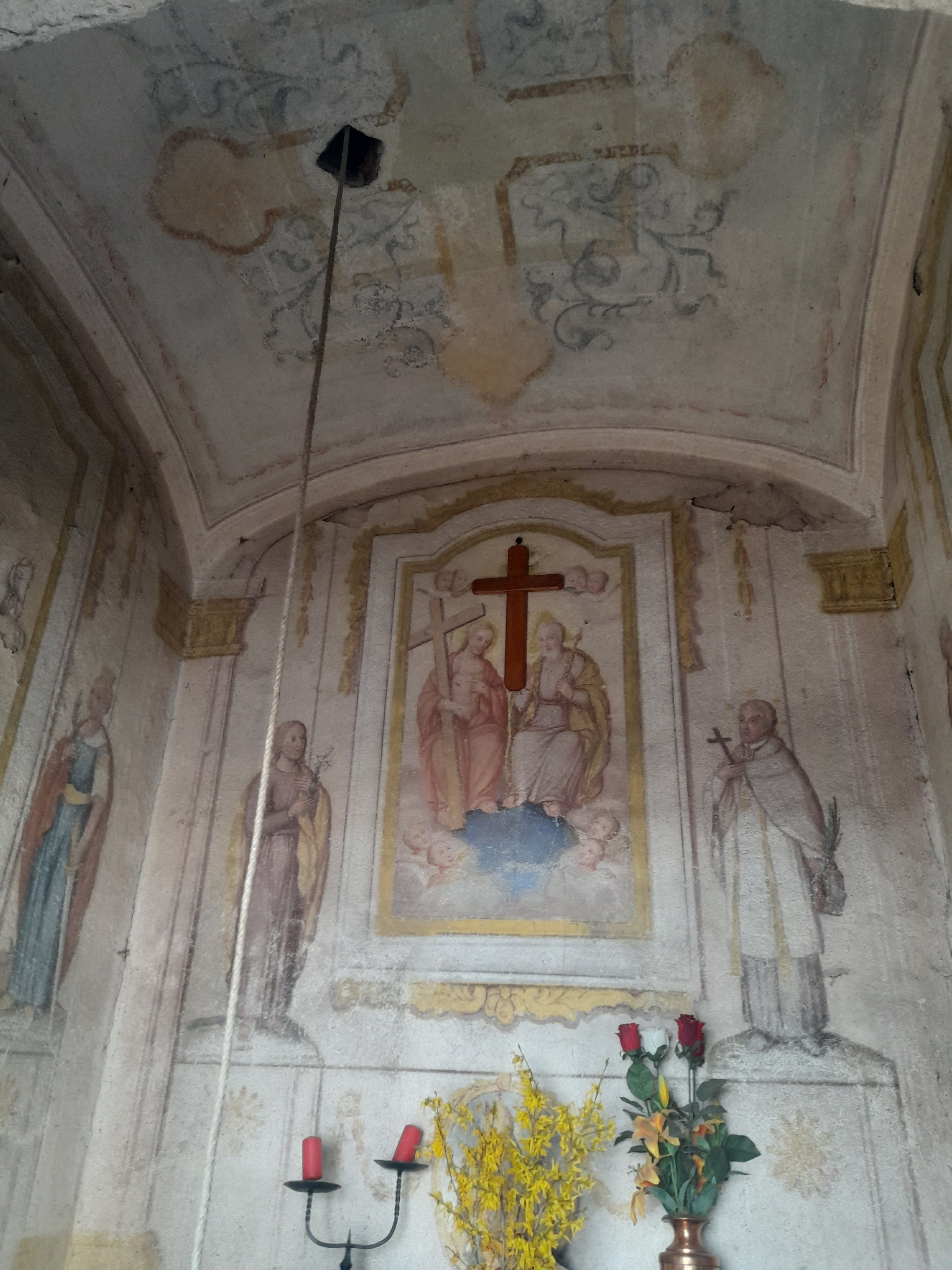
Interiér kaple
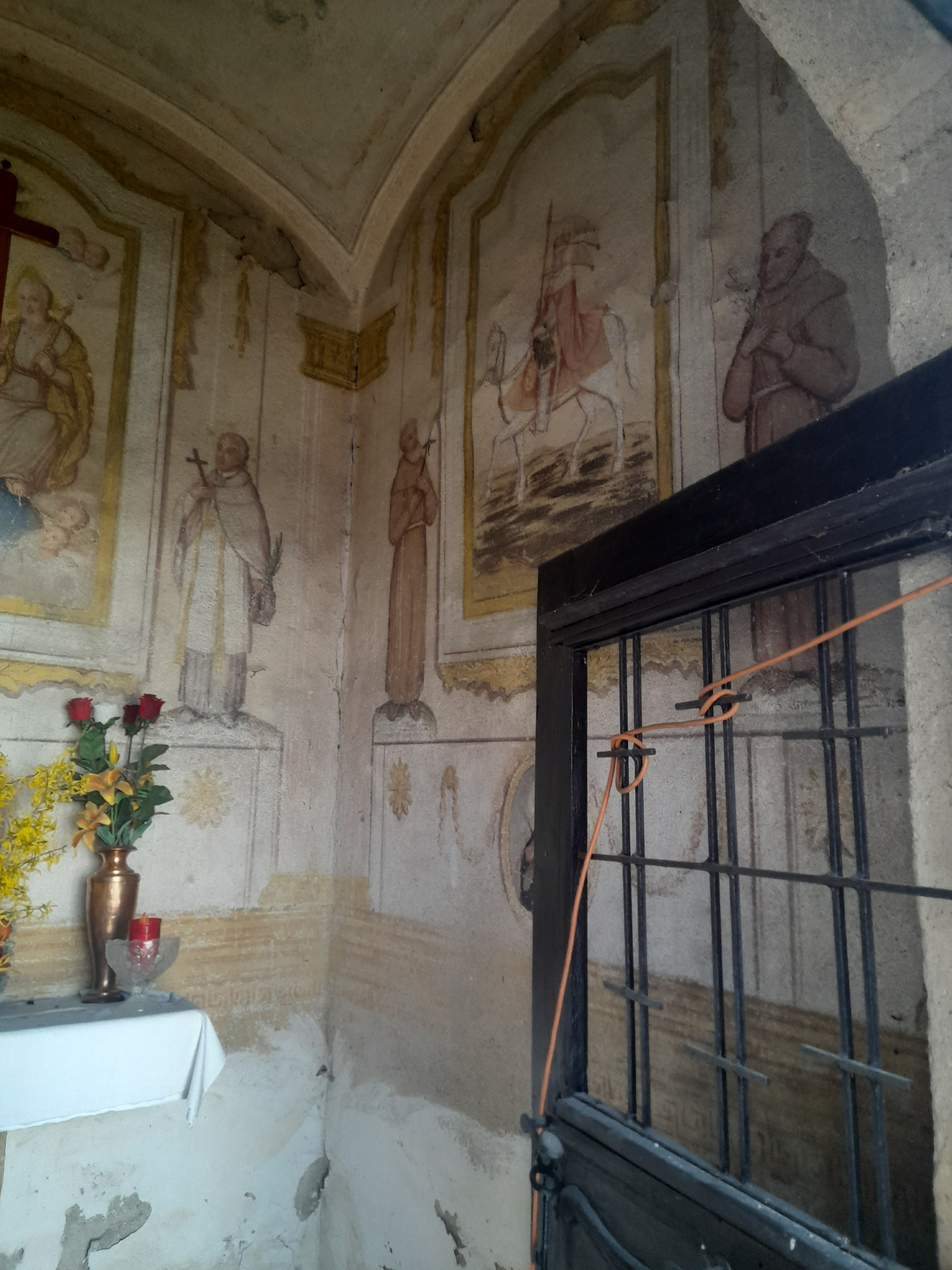
Interiér kaple
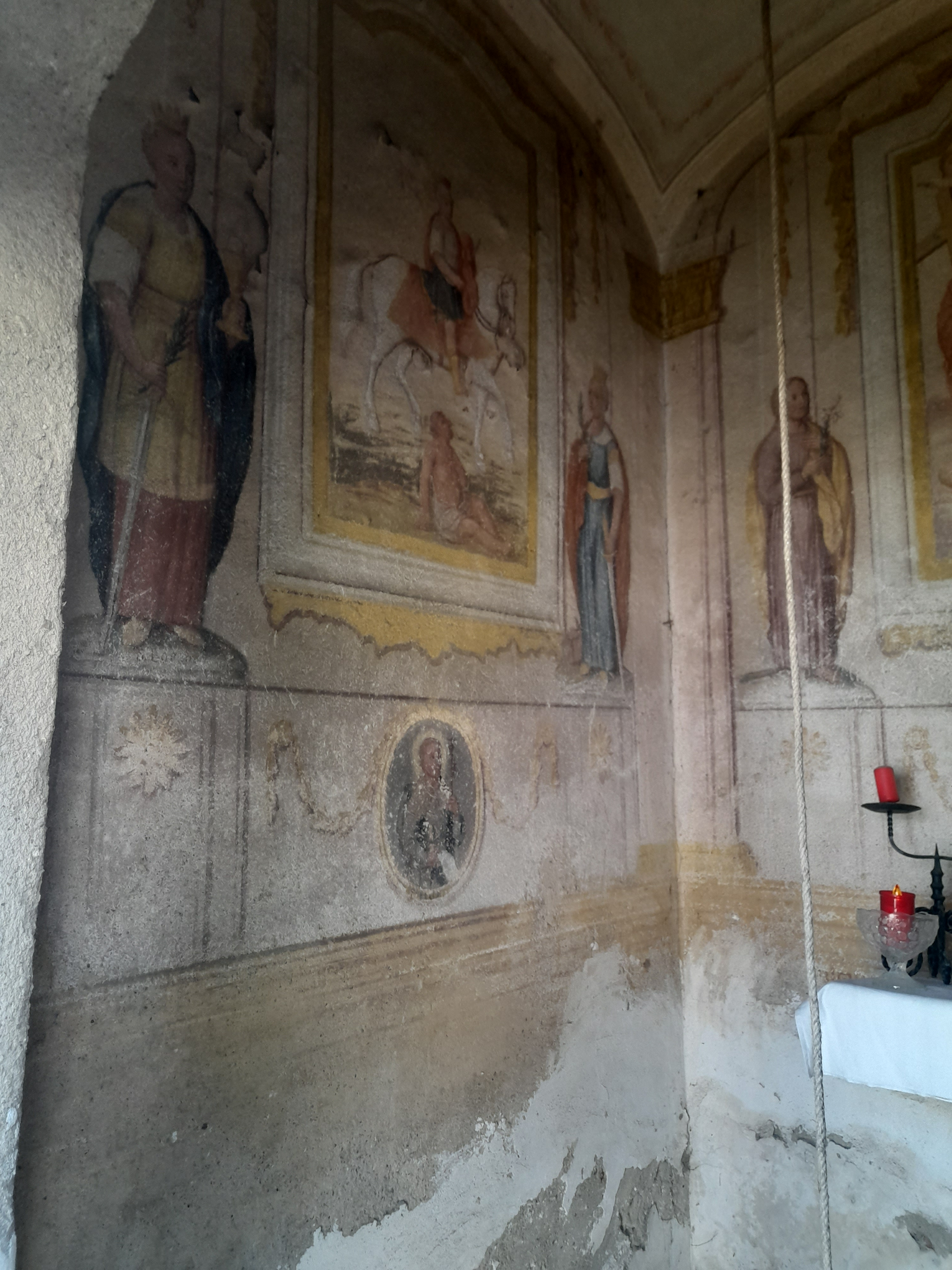
Interiér kaple